# Kaithal
Kaithal est une ville indienne située dans le district de Kaithal dans l’État de l'Haryana. En 2011, sa population était de 144 915 habitants.

## Source de la traduction
- (en) Cet article est partiellement ou en totalité issu de l’article de Wikipédia en anglais intitulé « Kaithal » (voir la liste des auteurs).